# Fatos
Fatos ist ein albanischer männlicher Vorname, der in Albanien, Kosovo und Nordmazedonien präsent ist. Vermutlich kommt der Name von einer kleinen Gemeinde namens Fatos nahe Drenas. Es könnte sich jedoch auch um einen illyrischen Herrscher handeln, von denen sehr viele albanische Vornamen abgeleitet sind.
Für den türkischen weiblichen Vornamen Fatoş siehe Fatoş.

## Namensträger
- Fatos Bećiraj (* 1988), montenegrinischer Fußballspieler
- Fatos Kongoli (* 1944), albanischer Schriftsteller
- Fatos Lubonja (* 1951), albanischer Dissident
- Fatos Nano (* 1952), albanischer Politiker